# Марийский театр оперы и балета имени Эрика Сапаева
Мари́йский госуда́рственный академи́ческий теа́тр о́перы и бале́та и́мени Эрика Сапа́ева — стационарный театр оперы и балета в Йошкар-Оле, основан в 1968 году как музыкально-драматический театр, нынешний статус с 1994 года.

## История

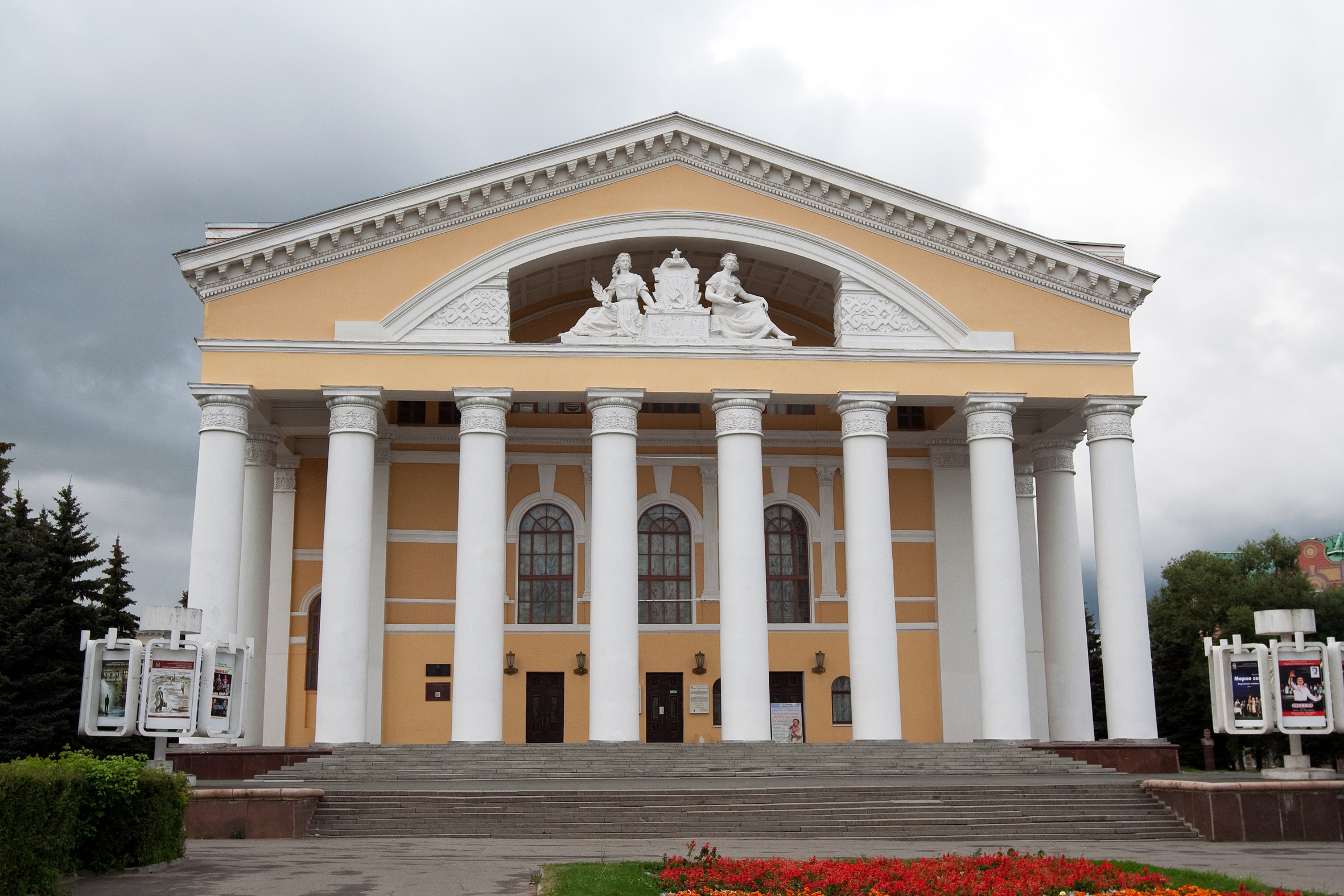
Здание, в котором располагался театр с 1968 по 2014 год.

15 февраля 1968 года было опубликовано постановление Совета Министров РСФСР о преобразовании Марийского объединённого драматического театра имени Якова Майорова-Шкетана в музыкально-драматический театр.
При Марийском республиканском училище имени И. Палантая была открыта хоровая студия, в театр были приглашены для работы артисты оперы и балета. Основу оперной труппы составили выпускники Московской, Ленинградской, Горьковской и Казанской консерваторий. Балетную труппу составили выпускники Ленинградского и Пермского хореографических училищ.
Официально театр открылся в феврале 1969 года премьерой первой марийской героико-романтической оперы «Акпатыр» композитора Эрика Сапаева, написанной по мотивам исторической драмы одного из основоположников марийской литературы Сергея Чавайна. Режиссёром спектакля был Р. А. Розенберг, а главные партии исполняли А. Венедиктов, М. Аверченко, Г. Усенкова, Е. Седов и Л. Ковалёва.
В 1972 году Музыкально-драматический театр Марийской АССР был разделён на два театра — Марийский драматический театр им. М. Шкетана и Марийский музыкальный театр.
17 февраля 1973 года состоялась премьера первого национального балета «Лесная легенда» марийского композитора Анатолия Луппова. Балетмейстером-постановщиком спектакля был Энн Эрович Рая, художником-постановщиком — Раиса Чебатурина, дирижёром — В. Д. Куценко. Главные партии танцевали Яков Глейзер, Алла Александрова, Владимир Кузьминых, Галина Михалёва, Галина Климанова. В 1993 году Ольгой Комлевой было предпринято восстановление первого марийского балета «Лесная легенда».
В 1994 году Постановлением Правительства Республики Марий Эл Марийский музыкальный театр был переименован в Марийский государственный театр оперы и балета, тогда же он получил имя выдающегося марийского композитора Эрика Сапаева.
Дирижёром театра работал Станислав Михайлович Элембаев.

## Современная история
Новый этап жизни театра начался в 1999 году, когда балетную труппу возглавил Константин Иванов. Уроженец Йошкар-Олы, ведущий солист Большого театра вернулся в родной город, и появление в регионе творческой личности такого масштаба стало событием, не только стимулирующим интерес жителей к балету, но и поводом для руководства Республики Марий Эл обратить серьёзное внимание на национальное и классическое музыкальное искусство в целом.
В том же году по инициативе Константина Иванова на базе Центра Образования № 18 (сейчас ГОУ «Лицей Бауманский») было создано отделение «Хореографическое искусство» Марийского Республиканского колледжа культуры и искусств имени И. С. Палантая — первое профессиональное учебное заведение, готовящее кадры для Марийского государственного театра оперы и балета. Иванов преподаёт здесь классический и дуэтно-классический танцы в выпускных классах и является художественным руководителем и заведующим отделением.
В 2000 году Константин Иванов был назначен художественным руководителем Марийского государственного театра оперы и балета имени Эрика Сапаева, определяющим всю творческую и административную деятельность. По его инициативе оперные и балетные спектакли начали ставить приглашённые режиссёры и балетмейстеры из Москвы, Санкт-Петербурга и зарубежных стран. Сам художественный руководитель, продолжая танцевать, осуществил на сцене театра новые редакции балетов классического наследия и поставил оригинальные балеты, отмеченные республиканскими призами и наградами. Труппа театра под его руководством неоднократно выезжала на гастроли по России, странам Европы, Азии и Южной Америки.
Значительными событиями в культурной жизни региона стали организованные Константином Ивановым ежегодные фестивали — Фестиваль оперного и балетного искусства «Зимние вечера» и Фестиваль балетного искусства «В честь Галины Улановой», в которых принимают участие как солисты Марийского театра оперы и балета, так и звёзды Большого театра, Мариинского театра, Кремлёвского балета, балетных трупп городов России и зарубежья.
10 октября 2006 года на сцене театра прошёл совместный концерт Монтсеррат Кабалье и Николая Баскова.
24 июня 2014 года состоялось открытие нового здания Марийского государственного театра оперы и балета им. Эрика Сапаева. По оснащению это один из лучших театров Поволжья: здесь есть орган, изготовленный в Страсбурге.
В 2011 году был основан фестиваль спектаклей под открытым небом «Летние сезоны».
12 ноября 2018 года Председатель Правительства Республики Марий Эл Александр Евстифеев присвоил звание «Академический».
В репертуаре театра более 50 произведений оперной, балетной и опереточной классики, спектакли для детей. С первых лет театр плодотворно работает с марийскими композиторами. В настоящее время в репертуаре две национальные оперы — «Акпатыр» Эрика Сапаева и «Алдиар» Элины Архиповой, а также балет «Лесная легенда» на музыку Анатолия Луппова.
Театр активно сотрудничает с режиссёрами и балетмейстерами Акихико Озаки (Япония), Тамазом Вашакидзе (Грузия), Мурдмаа (Эстония), Ольгой Маликовой (Санкт-Петербург), Екатериной Парчинской (Москва), Владимиром Соболевым (Киров), Сергеем Миндриным (Нижний Новгород) и другими.

## Здание театра

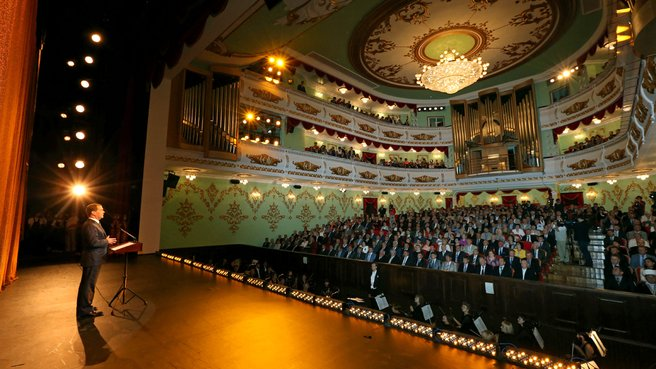
Премьер-министр РФ Дмитрий Медведев на открытии нового здания театра в 2014 году.

Здание Марийского национального театра было построено в 1962 году, в нём одновременно работали два театра — Марийский национальный театр драмы имени М. Шкетана и Марийский государственный театр оперы и балета имени Эрика Сапаева.
По решению Президента Республики Марий Эл Л. И. Маркелова в 2006 году начато строительство нового здания для театра оперы и балета, которое предполагалось открыть осенью 2012 года.
24 июня 2014 года новое здание Марийского государственного театра оперы и балета им. Эрика Сапаева было торжественно открыто.

## Текущий репертуар (с датой премьеры)

### Балеты
- 1997 — «Дон Кихот» Людвига Минкуса, хореография Мариуса Петипа и Александра Горского, постановка Константина Иванова и Ольги Комлевой
- 7 ноября 2001 — «Тщетная предосторожность» Петера Гертеля, хореография Александра Горского, редакция Константина Иванова
- 2002 — Большое классическое па из балета «Пахита» на музыку Людвига Минкуса, хореография Мариуса Петипа, постановка Ольги Комлевой
- 10 февраля 2003 — «Лебединое озеро» Петра Чайковского, хореография Мариуса Петипа и Льва Иванова, версия Константина Сергеева, редакция Константина Иванова
- 12 февраля 2005 — «Сон в летнюю ночь» Феликса Мендельсона, балетмейстеры-постановщики Одзаки Акихико и Одзаки Митико
- 15 марта 2005 — «Лесная легенда» Анатолия Луппова, балетмейстер-постановщик Константин Иванов
- 14 ноября 2005 — «Ромео и Джульетта» Сергея Прокофьева, балетмейстер-постановщик Константин Иванов
- 8 ноября 2006 — «Многоголосие» Гоги Дзодзуашвили, балетмейстер-постановщик Тамаз Вашакидзе
- 6 ноября 2007 — «Спартак — триумф Рима» Арама Хачатуряна, балетмейстер-постановщик Константин Иванов
- 9 апреля 2008 — «Золушка» Сергея Прокофьева, балетмейстер-постановщик Константин Иванов
- 13 ноября 2008 — «Болеро» Мориса Равеля, балетмейстер-постановщик Игорь Марков
- 13 ноября 2008 — «Кармина Бурана» Карла Орфа, балетмейстер-постановщик Май-Эстер Мурдмаа
- 6 июля 2009 — «Баядерка» Людвига Минкуса, хореография Мариуса Петипа, редакция Константина Иванова
- 14 ноября 2009 — «Цветик-семицветик» Евгения Крылатова, балетмейстер-постановщик Екатерина Парчинская
- 2 декабря 2009 — «Щелкунчик» Петра Чайковского, балетмейстер-постановщик Константин Иванов
- 12 июля 2010 — «Спящая красавица» Петра Чайковского, хореография Мариуса Петипа, редакция Константина Иванова
- 4 февраля 2011 — «Кармен-сюита» Ж. Бизе — Р. Щедрина, балетмейстер-постановщик Алла Александрова
- 8 апреля 2011 — «Эсмеральда» Цезаря Пуни, хореография Жюля Перро и Мариуса Петипа, редакция Константина Иванова
- 9 апреля 2011 — «Тимур и его команда, или Герои нашего времени» Владислава Агафонникова, балетмейстер-постановщик Екатерина Парчинская
- 6 июля 2011 — «Жизель» Адольфа Адана, хореография Жана Коралли, Жюля Перро и Мариуса Петипа, редакция Константина Иванова

### Оперы
- 29 марта 1995 — «Мадам Баттерфляй» Джакомо Пуччини, режиссёр-постановщик Александр Николаев
- 31 декабря 1995 — «Севильский цирюльник» Джоаккино Россини, режиссёр-постановщик Александр Николаев
- 19 декабря 1997 — «Борис Годунов» Модеста Мусоргского, режиссёр-постановщик Михаил Бурцев
- 4 февраля 2001 — «Алдиар» Эллины Архиповой, режиссёр-постановщик Олег Иркабаев-Этайн
- 5 апреля 2002 — «Риголетто» Джузеппе Верди, режиссёр-постановщик Светлана Акчурина
- 12 февраля 2006 — «Евгений Онегин» Петра Чайковского, режиссёр-постановщик Константин Иванов
- 12 ноября 2006 — «Травиата» Джузеппе Верди, режиссёр-постановщик Константин Иванов
- 23 декабря 2007 — «Царская невеста» Николая Римского-Корсакова, режиссёр-постановщик Сергей Шепелёв
- 4 декабря 2008 — «Майская ночь» Николая Римского-Корсакова, режиссёр-постановщик Ольга Маликова
- 5 мая 2009 — «Иоланта» Петра Чайковского, режиссёр-постановщик Георгий Барышев, режиссёр восстановления Светлана Акчурина
- 6 ноября 2010 — «Пиковая дама» Петра Чайковского, режиссёр-постановщик Сергей Миндрин
- 4 июля 2011 — «Акпатыр» Эрика Сапаева, режиссёр-постановщик Сергей Шепелёв

### Оперетты и мюзиклы
- 1976 — «Весёлая вдова» Франца Легара, режиссёр-постановщик Борис Бруштейн
- 27 февраля 1991 — «Тётка Чарлея, или Здрасьте, я ваша тётя!» Оскара Фельцмана, режиссёр-постановщик Михаил Бурцев
- 15 июня 1991 — «Граф Люксембург» Франца Легара, режиссёр-постановщик Михаил Бурцев
- 8 января 1997 — «Моя прекрасная леди» Фредерика Лоу, режиссёр-постановщик Михаил Бурцев
- 3 декабря 2001 — «Сильва» Имре Кальмана, режиссёр-постановщик Светлана Акчурина
- 14 ноября 2003 — «Мистер Икс» Имре Кальмана, режиссёры-постановщики Константин Иванов и Светлана Акчурина
- 2005 — «Марица» Имре Кальмана, режиссёр-постановщик Герард Васильев
- 4 июля 2008 — «Летучая мышь» Иоганна Штрауса, режиссёр-постановщик Светлана Акчурина
- 12 декабря 2009 — «Бабий бунт» Евгения Птичкина, режиссёр-постановщик Светлана Акчурина
- 4 мая 2010 — «Бал в Савойе» Пала Абрахама, режиссёр-постановщик Ольга Маликова

## Награды
- Премия Правительства Российской Федерации имени Фёдора Волкова за вклад в развитие театрального искусства Российской Федерации (19 июля 2016 года)[15].